# Margrethausen
Margrethausen ist ein Stadtteil von Albstadt im Zollernalbkreis in Baden-Württemberg.

## Geographie
Das Dorf liegt auf der Schwäbischen Alb, etwa auf halbem Weg zwischen Stuttgart und dem Bodensee, wenige Kilometer südlich der Quelle der Eyach in deren Tal.

## Geschichte
Der Ort Margrethausen wurde erstmals 1275 als „Husen Margarete“ in einem Steuerverzeichnis des Bischofs von Konstanz erwähnt. Im Jahr 1338 wurde hier das Kloster Margrethausen gegründet. 1000 Meter östlich des Klosters befinden sich auf dem „Kugelbergle“ die Reste der Burg Wildentierberg aus dem 13. Jahrhundert. 1370 kam die Herrschaft Meßstetten an die Wildentierberger Linie in Margrethausen. Die Brüder Hans Rudolf und Hans Konrad von Tierberg von der Wildentierberg beurkunden eine Übereinkunft wegen der geistlichen Lehen zu Ebingen, Lautlingen, Margrethausen und Meßstetten (Stetten). 1418 verkaufte Konrad von Hölstein Tieringen, Meßstetten und Hossingen an Württemberg, behielt aber sein Haus in Tieringen.
Die Herrschaft über den Ort lag bis ins 15. Jahrhundert bei den Herren von Tierberg. In der Folge ging sie über die Herren von Westerstetten 1625 auf die Familie der Herren von Stauffenberg über.
Im Dreißigjährigen Krieg (1618–1648) wurden das Dorf und die Klosterkirche schwer zerstört. 1707 wurde die Kirche neu errichtet, wobei der Turm des Vorgängerbaus bis zum Glockengeschoss mitverwendet wurde.
Nach der Säkularisation 1803 unter Napoleon fiel der Ort 1805 an Württemberg. Fortan war Margrethausen dem Oberamt Balingen unterstellt und gehörte damit zum 1806 neu errichteten Königreich Württemberg, ab 1919 zum Volksstaat Württemberg. Margrethausen kam 1934 zum Kreis und 1938 zum Landkreis Balingen.
Die Patronin der Pfarrei ist die Heilige Margarete; von ihr hat der Ort seinen Namen, gibt es doch in der näheren Umgebung noch weitere Hausen-Orte (Zillhausen, Stockenhausen). 1934 erhielt die Pfarrkirche einen neuen Chor mit sehr bemerkenswerten Glasmalereien.
Am 1. Dezember 1971 wurde Margrethausen in die Große Kreisstadt Ebingen eingemeindet und mit dieser am 1. Januar 1975 im Rahmen der Gemeindereform ein Teil der neu gegründeten Stadt Albstadt.

## Politik

### Ortsvorsteher
- 1971–1987: Gregor Götz
- 1987–1999: Johann Hornung
- 2000–2009: Heidi Schmid-Lorch
- 2009–2017: Peter Katona
- 2017–2025: Thomas Bolkart[5]

### Wappen
| Wappen von Margrethausen | Blasonierung: „In Blau ein schreitender goldener Hirsch unter goldenem Schildhaupt mit drei balkenweis gestellten blauen Kronen.“ |
| Wappen von Margrethausen | Wappenbegründung: Der Hirsch steht für die einstigen Herren von Tierberg. Der Hirsch symbolisiert das Herrschergeschlecht (Lautlingen = Hirschkuh, Hossingen = Hirschkalb) der Berg ist abhandengekommen – im Gegensatz zum Lautlinger Wappen, bei dem die Hirschkuh (weibliches Pendant zum Hirsch) auf einem Berg steht. Die drei Kronen im Schildhaupt stehen für die Heiligen Drei Könige. Sie waren die Patrone des Klosters Margrethausen. Das Wappen wurde der Gemeinde am 12. September 1949 verliehen. |

## Kultur und Sehenswürdigkeiten

### Bauwerke

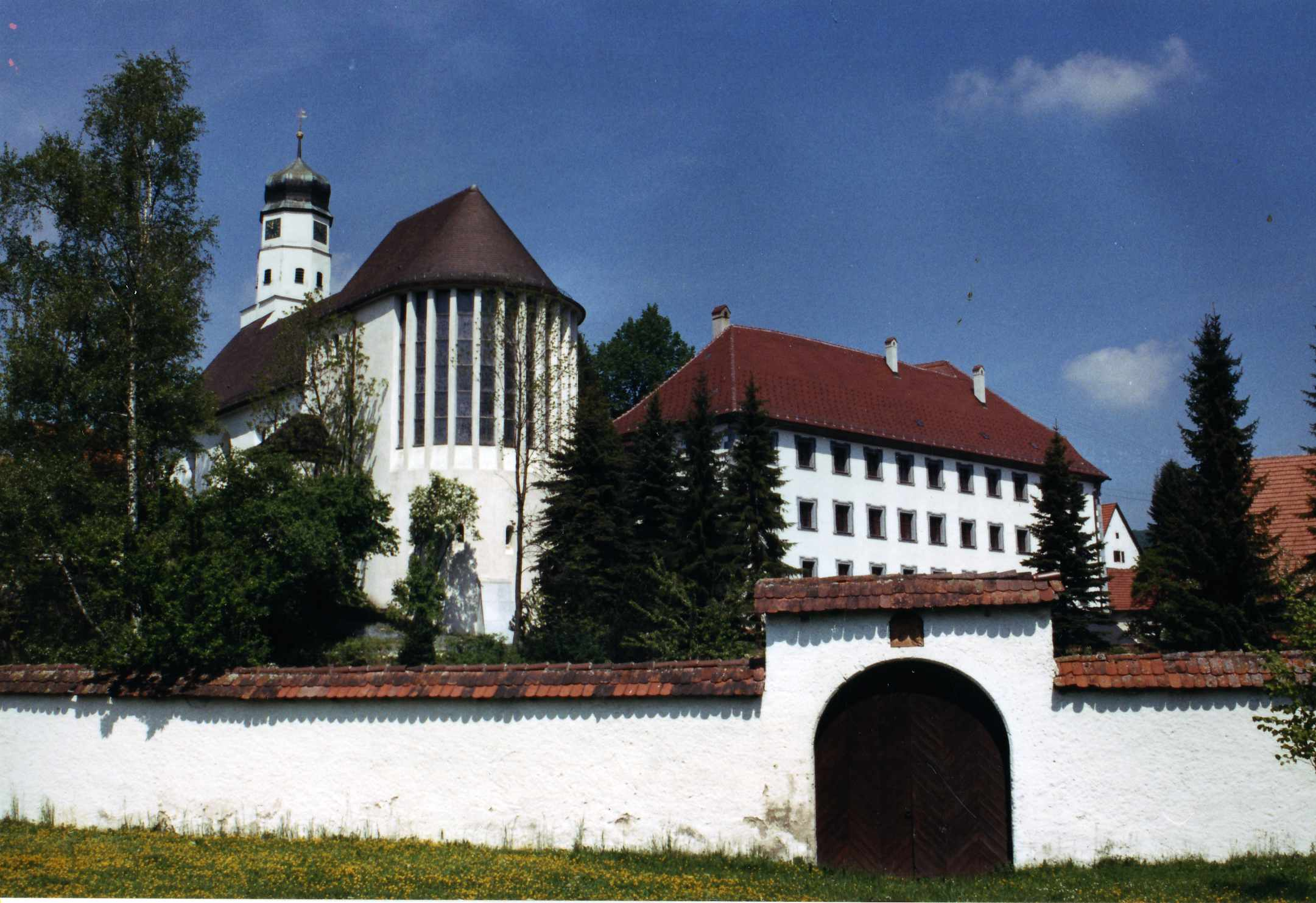
Kloster Margrethausen

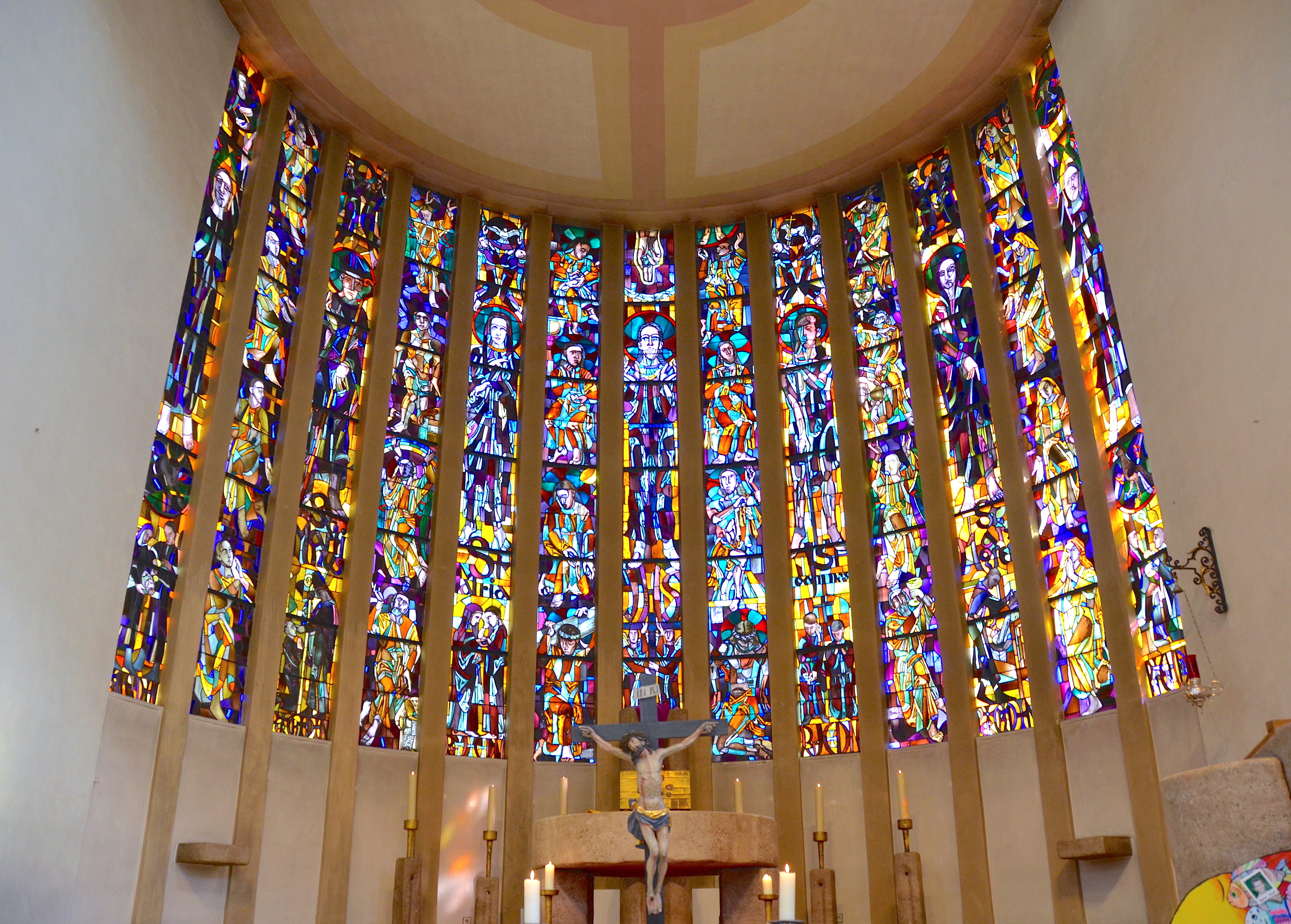
Die Glasfenster von Wilhelm Geyer in St. Margareta

Margrethausens Ortsbild und Geschichte ist geprägt von der wuchtigen Klosteranlage. Bereits 1338 gab es hier Franziskanerinnen; nach einer mündlichen Überlieferung schon 40 Jahre zuvor. Die gegenwärtigen Gebäude wurden 1723 fertiggestellt. Nach der Auflösung des Klosters 1811 wurde in der zweiten Hälfte des 19. Jahrhunderts der Südflügel abgerissen. In den verbleibenden Gebäudeteilen sind gegenwärtig die katholische Kirchengemeinde, die Ortsverwaltung, die Freiwillige Feuerwehr und der Schwäbische Albverein zuhause. Sehenswert ist der noch original erhaltene Backofen im Untergeschoss. Links davon befindet sich der Trockenraum für die frisch gewaschene Wäsche des Klosters: Ein Durchlass zum Backofen hin lässt die Abwärme in den Trockenraum kommen.
Die katholische Kirche St. Margareta (errichtet 1337, umgebaut 1707) erhielt 1933/1934 als Erweiterung einen neuen, modernen Chor. Die zwischen schmale Betonpfeiler eingefügten 13 Glasfenster der Apsis sind von Wilhelm Geyer künstlerisch streng komponiert; sie stellen bildlich ein ausgefeiltes, theologisches Programm dar.
Auf dem Kugelbergle auf dem Ochsenberg östlich von Margrethausen befinden sich die Überreste der Burg Wildentierberg. Heute noch in Betrieb ist der Versorgungshof der Burg auf dem Ochsenberg, er dient heute als Ausflugslokal.

### Jugendfreizeithaus
Im Käsenbachtal befindet sich seit 1985 ein Zeltplatz mit Freizeithaus.

### Wildrosenpfad
Unter Heubelstein befindet sich ein Grillplatz, ein Wildbienenhotel mit Steinriegel, Sandlinsen, Totholz, Feldgehölzen  und  30 verschiedenen Wildrosen.

## Bildung
In der ehemaligen Schule befindet sich das Staatliche Seminar für Didaktik und Lehrerbildung (GHS) Albstadt mit einer Lernwerkstatt für angehende Lehrer und das „Service Zentrum Englisch Grundschule“ des Referates Schule und Bildung des Regierungspräsidiums Tübingen.

## Söhne und Töchter des Dorfes
- Hugo Bertsch (1851–1935), Schriftsteller